# Andrej Jerman
Andrej Jerman (Tržič, 30. rujna 1978.) umirovljeni je slovenski alpski skijaš.
Njegovi najveći uspjesi su dvije pobjede u Svjetskom skijaškom kupu 2007. i 2009. godine u spustu.

## Pobjede u svjetskom skijaškom kupu
2 pobjede ( 2 u spustu)
| Datum               | Mjesto održavanja      | Disciplina |
| ------------------- | ---------------------- | ---------- |
| 23. veljače, 2007.  | Garmisch-Partenkirchen | spust      |
| 29. prosinca, 2009. | Bormio                 | spust      |

## Vanjske poveznice
- Statistike na stranicama FIS-a  Arhivirana inačica izvorne stranice od 11. ožujka 2010. (Wayback Machine)